# 勝利のキス
『勝利のキス』（しょうりのキス、英語：V-J Day in Times Square）は、写真家 アルフレッド・アイゼンスタットによる1945年の写真作品。

## 概要
1945年8月14日、第二次世界大戦の枢軸国陣営で最後まで残っていた主要交戦国である日本のポツダム宣言受諾がアメリカ合衆国民に伝えられ、人々がニューヨーク・タイムズスクエアで終結に沸くなか撮影された。

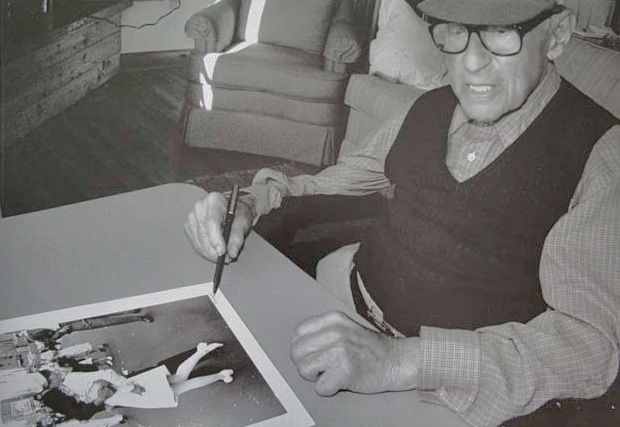
1995年8月23日、『勝利のキス』に署名をするアイゼンスタット。彼はこの約8時間後に亡くなった。

2週間後、『ライフ』1945年8月27日号の誌上で全面掲載され広く大衆に知られることになり、のちに「20世紀のアメリカを語る一枚」とも呼ばれる。
キスをしている男女の身元は当初明らかになっておらず、1980年にライフ誌が特定を試みたものの多数の人が被写体だと名乗りを挙げた。専門家による写真分析、法医学人類学者や顔認識の結果、米海軍協会出版局（Naval Institute Press）が2012年に出版した書籍『The Kissing Sailor: The Mystery Behind the Photo That Ended World War II』で、男性は元アメリカ海軍のジョージ・メンドンサ、女性は歯科助手のグレタ・フリードマンだと特定された。
なお彼らは当時面識はなく、たまたま出会った2人が喜びのあまりキスをしたもの。また2012年にテレビ番組の企画で再会を果たしている。
フリードマンは2016年9月7日に92歳で、メンドンサは2019年2月17日に95歳で死去している。

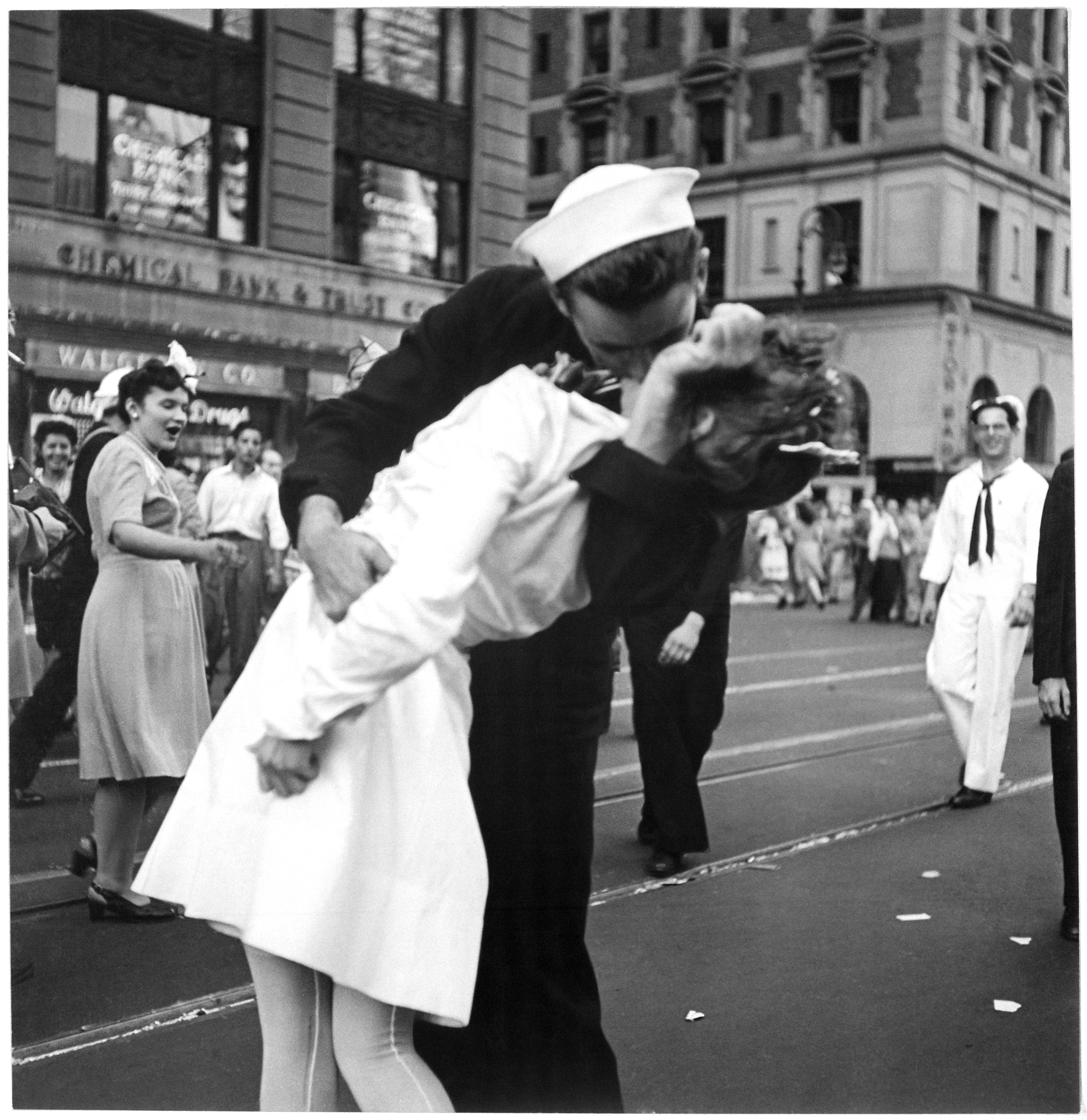
ヴィクター・ヨルゲンセン『Kissing the War Goodbye』（1945）

『勝利のキス』と同じ場面をアメリカ海軍報道班員であるヴィクター・ヨルゲンセンが撮影した、『Kissing the War Goodbye』と題する写真も存在する。
こちらはアメリカ合衆国政府の著作物であるためパブリックドメインとなっており、1945年8月15日の『ニューヨーク・タイムズ』にはこちらが掲載された。

## この作品が与えた影響および登場する作品・パロディ
第二次世界大戦、およびその終戦の祝福を象徴する『勝利のキス』は数々のアーティストに影響を与え、多くのパロディ作品を生み出している。

### 彫刻
- 2005年8月14日、終戦60周年を祝いアメリカの彫刻家 スワード・ジョンソンが等身大のブロンズ彫刻作品『Unconditional Surrender（無条件降伏）（英語版）』を発表。
  - のちにプラスチックとアルミニウムを用いて高さ7.6 mの同名彫刻作品を制作し、展示した。アメリカ・フロリダ州サラソータに設置した。その後カリフォルニア州・サンディエゴ、ニュージャージー州・ハミルトンなどに移動展示された[7]。
  - 2015年8月14日には終戦記念式典のため7.5mバージョンがタイムズスクエアに移され、水兵と看護師の衣装を着た人々がキスをし合うイベントが催された[8]。
  - 2012年にはイタリア・チヴィタヴェッキアでも展示されていたが2014年9月に移動され、フランス・ノルマンディーのカン平和記念博物館で常設展示されている[9]。
  - 作者ジョンソンはこの像を著作権保護された『勝利のキス』ではなくヴィクター・ヨルゲンセンによる類似写真『Kissing the War Goodbye』をもとにしたと主張している[10]。

### アニメ作品
- 1990年2月4日に放送された『ザ・シンプソンズ』シーズン1・第5話『Bart the General（バートン将軍）』に『勝利のキス』のパロディの描写がある。

### 映画
- 『ナイト ミュージアム2』（2009）ではスミソニアン博物館の展示品として『勝利のキス』が登場する。なお、実際には『勝利のキス』はスミソニアン博物館の展示品ではない。
- 『ウォッチメン』（2009）では登場キャラ・シルエットが『勝利のキス』をパロディする。
- 『ジュリエットからの手紙』（2010）では雑誌編集者が作家に画像に関する事実確認について質問するシーンで『勝利のキス』が取り上げられている。

### その他
- 2012年5月25日、歌手ケイティ・ペリーがニューヨークのフリート・ウィークでステージ上に海兵の男性を上げ、『勝利のキス』を模したポーズでキスをした[11]。